# Central nuclear de Regodola

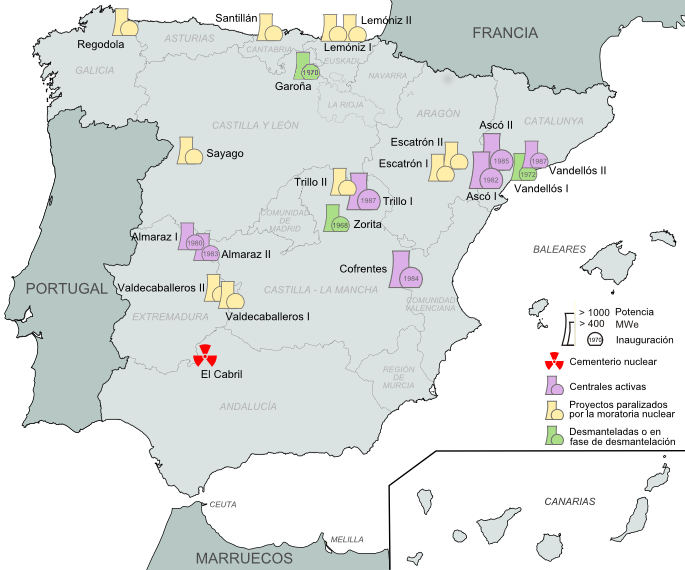
Mapa de proyectos nucleares en España

La central nuclear de Regodola fue una central nuclear que no llegó a ser puesta en funcionamiento, situada en la localidad lucense de Jove, en Galicia (España). En 1976 se concedió la licencia de instalación, pero la llegada del PSOE al poder en 1982 y la consiguiente moratoria nuclear en 1984 paralizaron de manera definitiva dichas obras. Hubiera tenido una potencia de 1000 MW.